# Ljungsjön (Tvärreds socken, Västergötland)
Ljungsjön är en sjö i Ulricehamns kommun i Västergötland och ingår i Viskans huvudavrinningsområde.